# روستای گدارپهن
گدارپهن، روستایی از توابع بخش، میداوود، شهرستان باغملک در استان خوزستان ایران است.

## جمعیت
این روستا در دهستان سرله قرار دارد و براساس سرشماری مرکز آمار ایران در سال ۱۳۹۵، جمعیت آن ۲۱۳۶ نفر (۳۰۴خانوار) بوده‌است.